# Amore che uccide
Amore che uccide è un film muto del 1917, diretto da Mario Caserini

## Trama
Il duce di Bièvre ha sposato Maria Carolina solo per la sua ricchezza, ma non l'ama. Lei, dopo la morte dell'unico figlio, non ha più nulla che la leghi a lui e vuole lasciarlo per il giovane pittore che amava anche prima di sposarsi. A quel tempo lui non la volle chiedere in moglie perché povero, ma adesso le cose sono cambiate e lei decide di chiedere il divorzio. Ma questa richiesta scatena nel duca un soprassalto di possessiva gelosia che lo porta ad ucciderla assieme al pittore.

## Realizzazione del film
Dopo aver abbandonato sia la "Ambrosio Film" che la "Gloria Film", ed essersi recato in Spagna per dirigere per la società di produzione di Barcellona "Excelsa Film" tre pellicole interpretate da Leda Gys, il regista Caserini torna a Torino dove, prima di rientrare a Roma per collaborare con la "Tiber Film", fonda la "Caserini Film" e prosegue con essa il suo sodalizio artistico con la Gys. Nella capitale piemontese, infatti, la dirige ancora in alcuni film prodotti da effimere società torinesi con cui egli associa la sua azienda. Amore che uccide è uno di questi e la "Film manipulation Agency", è l'azienda produttrice con cui in precedenza Caserini aveva già realizzato L'amor tuo mi redime e che cesserà così la sua attività.

Il film venne girato nel 1916, ma uscì poi, anche a seguito di riserve della censura che causarono l'eliminazione di alcune scene finali considerate invereconde, nel 1917. Esso è attualmente considerato perduto.

## Accoglienza
In base alle fonti disponibili, Amore che uccide ebbe una buona accoglienza dalla critica del tempo, che descrisse il film come «una serie originalissima di quadri stupendi; tanti ambienti che svelano il buon gusto e la perizia del perfetto inscenatore» apprezzando inoltre «il talento sincero, multiforme e dal fascino penetrante» di Leda Gys.